# Спортивная гимнастика на летних Олимпийских играх 1920
Соревнования по спортивной гимнастике на летних Олимпийских играх 1920 года проводились только среди мужчин.

## Общий медальный зачёт
| Место | Страна   | Золото | Серебро | Бронза | Всего |
| ----- | -------- | ------ | ------- | ------ | ----- |
| 1     | Италия   | 2      | 0       | 0      | 2     |
| 2     | Дания    | 1      | 1       | 0      | 2     |
| 3     | Швеция   | 1      | 0       | 0      | 1     |
| 4     | Франция  | 0      | 1       | 2      | 3     |
| 5     | Бельгия  | 0      | 1       | 1      | 2     |
| 6     | Норвегия | 0      | 1       | 0      | 1     |
|       |          |        |         |        |       |
| Всего | Всего    | 4      | 4       | 3      | 11    |

## Медалисты
| Дисциплина                                   | Золото | Серебро | Бронза |
| -------------------------------------------- | --- | --- | --- |
| Личное первенство                            | Джорджо Дзампори Италия | Марко Торрес Франция | Жан Гуно Франция |
| Командное первенство                         | Италия · Арнальдо Андреоли · Этторе Беллотто · Пьетро Бьянки · Фернандо Бонатти · Луиджи Камбиазо · Луиджи Контесси · Карло Костильоло · Луиджи Костильоло · Джузеппе Доменикелли · Роберто Феррари · Карло Фрегози · Ромуальдо Гильоне · Амброджо Левати · Франческо Лои · Витторио Луккетти · Луиджи Майокко · Фердинандо Мандрини · Лоренцо Манджанте · Антонио Маровелли · Микеле Мастромарино · Джузеппе Парис · Манлио Пасторини · Эдзио Розелли · Паоло Сальви · Джованни Тубино · Джорджо Дзампори · Анджело Цорци | Бельгия · Эжен Оверкерен · Теофиль Бауэр · Франсуа Клаэссен · Огюст Котман · Франсуа Жибен · Альбер Аэпер · Домьен Жакоб · Фелисьен Кемпенеэ · Жюль Лабеэ · Юбер Лафортюн · Огюст Ландриэ · Шарль Ланни · Констан Лорьо · Николас Мурлос · Фердинан Миннаэр · Луи Стооп · Жан ван Гисс · Альфонс ван Мель · Франсуа Вербовен · Жан Вербовен · Жюльен Вердонк · Жозеф Верстраэтен · Жорж Вивекс · Юлианус Вагеманс                                                                              | Франция · Жорж Берже · Эмиль Буше · Рене Буланже · Альфред Бюйенн · Эжен Кордоннье · Леон Дельзарт · Люсьен Демане · Поль Дюрен · Виктор Дюван · Фернан Фоконнье · Артур Эрманн · Альбер Эрсуа · Альфонс Ижелен · Огюст Оэль · Луи Кемп · Жорж Лагуж · Полен Лемер · Эрне Леспинасс · Эмиль Мартель · Жюль Пирар · Эжен Полль · Жорж Тюрнер · Марко Торрес · Франсуа Вальке · Жюльен Вартей · Поль Вартей |
| Командное первенство по произвольной системе | Дания · Георг Альбертсен · Рудольф Андерсен · Вигго Дибберн · Оге Франдсен · Хуго Хельстен · Харри Хольм · Херольд Янссон · Роберт Йонсен · Кристиан Юль · Вильхельм Ланге · Свенд Мадсен · Педер Маркуссен · Педер Мёллер · Нильс Турин Нильсен · Стеен Ольсен · Кристиан Педерсен · Ханс Рённе · Харри Сёренсен · Кристиан Томас · Кнуд Вермерен | Норвегия · Альф Оннинг · Карл Ос · Йёрген Андерсен · Густав Байер · Йёрген Бьёрнстад · Асбьёрн Бодаль · Эйлерт Бём · Трюгве Бёйсен · Ингольф Давидсен · Хокон Эндресон · Якоб Эрстад · Харальд Ферстад · Херман Хельгесен · Петтер Холь · Отто Йоханнессен · Йохан Анкер Йохансен · Торбьёрн Кристофферсен · Хенрик Нильсен · Якоб Опдаль · Артур Рюдстрём · Фритьоф Селен-старший · Бьёрн Шерпе · Вильхельм Стеффенсен · Олав Сундаль · Рейдар Тёнсберг · Лёуритс Виганд-Ларсен               | не присуждалась |
| Командное первенство по шведской системе     | Швеция · Фаусто Акке · Альберт Андерссон · Арвид Андерссон · Хелье Беккандер · Бенгт Бенгтссон · Фабиан Биэрк · Эрик Кхарпентиер · Стуре Эрикссон · Конрад Гранстрём · Хелье Густафссон · Оке Хеер · Туре Хедман · Свен Йохнсон · Свен-Олоф Йонссон · Карл Линдахль · Эдмунд Линдмарк · Бенгт Мохрберг · Франс Перссон · Клас Сернер · Курт Шёберг · Гуннар Сёдерлинх · Йохан Сёренсон · Эрик Свенсен · Йёста Тёрнер | Дания · Йоханнес Бирк · Фреде Хансен · Фредерик Хансен · Кристиан Хансен · Ханс Якобсен · Оге Йоргенсен · Альфред Фрёкьер Йоргенсен · Альфред Оллеруп Йоргенсен · Арне Йоргенсен · Кнуд Киркелёкке · Йенс Ламбек · Кристиан Ларсен · Кристиан Мадсен · Нильс Эрик Нильсен · Нильс Кристиан Нильсен · Дюнес Педерсен · Ганс Педерсен · Йоханнес Педерсен · Петер Дорф Педерсен · Расмус Расмуссен · Ханс Кристиан Сёренсен · Ханс Лауридис Сёренсен · Сёрен Сёренсен · Герог Вест · Оге Вальтер | Бельгия · Поль Арет · Леон Бронкаэр · Леопольд Клабот · Жан-Баптист Клаэссен · Леон Дарриен · Люсьен Деукс · Эрнест Делё · Эмиль Дюбуассон · Эрнест Дюрёй · Жозеф Фьем · Марсель Хансен · Луи Энен · Омер Оффман · Феликс Ложиес · Шарль Маэршальк · Рене Паэнхёйсен · Арнольд Пьерро · Рене Пиншар · Гаспар Пирот · Огюстен Плюи · Леопольд Сон · Эдуард Таэман · Пьер Тириар · Анри Веравер             |